# 波斯尼亚和黑塞哥维那市镇

波黑的市镇区划图，蓝色部分为波黑联邦，红色部分为塞族共和国，黄色部分为布爾奇科特區

市镇是波斯尼亚和黑塞哥维那的基层行政单位。在波黑联邦，市镇之上有州份。在塞族共和国，市镇之上虽然有区份，但区份仅作为统计用途，而无行政功能。布爾奇科特區的政治地位虽然不是一个市镇（乃波黑联邦和塞族共和国的共管区），但在统计上被当作是一个市镇。
现今波黑共有143个市镇。其中：
- 79个市镇组成波黑联邦，占全国总面积的51%。波黑联邦内的市镇组合为10个州份[2]。
- 64个市镇组成塞族共和国，占全国总面积的49%。

行政上，每个市镇有自己的市镇议会和市镇行政首长。市镇通常包括一个中心城区和周边村庄及乡村地区。另外波黑还有32个官方指定的城市。大部分城市对应同名的市镇，但萨拉热窝市和东萨拉热窝市分别由4个和6个市镇组成，对应组成战前首都城市的10个市镇。官方指定的城市和市镇不同的地方在于城市有市长和市议会，而一般市镇则有市镇议会和市镇长官。市议会的权力在市镇政府和州政府（波黑联邦内）或实体政府（塞族共和国内）之间。
在1992-95年间波士尼亞戰爭之前的波斯尼亞和黑塞哥維那社會主義共和國里曾有109个市镇，其中10个市镇组成为首都萨拉热窝。

## 波黑联邦的市镇
烏納-薩納州
- 比哈奇 ¤
- 波斯尼亞克魯帕 ¤
- 波斯尼亞彼得羅瓦茨
- 布日姆
- 察津 ¤
- 克柳奇
- 桑斯基莫斯特
- 大克拉杜沙

波薩維納州
- 多马列瓦茨-沙马茨
- 奥扎克
- 奥拉谢 ¤

圖茲拉州
- 巴諾維契
- 切利奇
- 东多博伊
- 格拉查尼察 ¤
- 格拉達查茨 ¤
- 卡萊西亞
- 克拉达尼
- 盧卡瓦茨 ¤
- 萨普纳
- 斯雷布雷尼克 ¤
- 泰奥查克
- 图兹拉 ¤
- 日維尼采 ¤

澤尼察-多博伊州
- 布雷扎
- 南多博伊
- 卡卡尼
- 马格拉伊
- 奥洛沃
- 泰沙尼
- 乌索拉
- 瓦雷什
- 维索科 ¤
- 扎維多維契 ¤
- 泽尼察 ¤
- 热普切

波斯尼亞-波德里涅州
- 戈拉日代 ¤
- 帕莱-普拉查
- 福查-乌斯蒂科利纳

中波斯尼亞州
- 布戈伊诺
- 布索瓦查
- 多布雷蒂契
- 下瓦库夫
- 福伊尼察
- 上瓦庫夫-烏斯科普列
- 亞伊采
- 基塞利亞克
- 克雷舍沃
- 新特拉夫尼克
- 特拉夫尼克
- 維泰茲

黑塞哥維那-內雷特瓦州
- 查普利纳 ¤
- 契特卢克
- 亞布拉尼察
- 科尼茨 ¤
- 莫斯塔爾 ¤
- 内乌姆
- 普罗佐尔-拉马
- 拉夫诺
- 斯托拉茨 ¤

西赫塞哥維納州
- 格鲁代
- 柳布什基 ¤
- 波苏谢
- 希罗基布里耶格 ¤

薩拉熱窩州
- 岑塔尔 #
- 哈季契
- 伊利扎
- 伊利亚什
- 新格拉德 #
- 新萨拉热窝 #
- 旧格拉德 #
- 特尔诺沃
- 沃戈什恰

第十州
- 波斯尼亚格拉霍沃
- 德瓦尔
- 格拉莫奇
- 库普雷斯
- 利夫諾 ¤
- 托米斯拉夫格勒

注：带¤的市镇为官方指定城市。另外带#的4个市镇组合为萨拉热窝市。

## 塞族共和国的市镇
- 巴尼亚卢卡 ¤
- 贝尔科维契
- 比耶利納 ¤
- 比莱恰
- 科斯塔伊尼察
- 布罗德
- 布拉图纳茨
- 查伊尼切
- 切利纳茨
- 代爾文塔 ¤
- 多博伊 ¤
- 下扎巴尔
- 福查
- 加茨科
- 格拉迪什卡 ¤
- 汉皮耶萨克
- 东德瓦尔
- 东伊利扎 #
- 东莫斯塔尔
- 东旧格拉德 #
- 东新萨拉热窝 #
- 耶泽罗
- 卡利诺维克
- 克内热沃
- 科扎爾斯卡杜比察
- 科托尔城
- 乌纳河畔克鲁帕
- 库普雷斯
- 拉克塔希 ¤
- 柳比涅
- 洛帕雷
- 米利契
- 莫德里查
- 姆尔科尼奇格勒
- 內韋西涅
- 諾維格拉德
- 新戈拉日代
- 奥斯马齐
- 奥什特拉卢卡
- 帕莱 #
- 佩拉吉切沃
- 彼得罗瓦茨
- 彼得罗沃
- 普里耶多尔  ¤
- 普尔尼亚沃尔
- 里布尼克
- 罗加蒂察
- 鲁多
- 沙马茨
- 舍科维契
- 希波沃
- 索科拉茨 #
- 斯尔巴茨
- 斯雷布雷尼察
- 斯塔纳里
- 泰斯利奇
- 特雷比涅 ¤
- 特尔诺沃 #
- 乌格列维克
- 维舍格勒
- 弗拉塞尼察
- 武科萨夫列
- 茲沃爾尼克 ¤

注：带¤的市镇为官方指定城市。另外带#的6个市镇组合为东萨拉热窝市。